# Vorzug (Schule)
Als Vorzug wird in der Schule (vornehmlich in Österreich) eine sehr gute Leistungsbeurteilung bezeichnet. Sie wird offiziell als mit ausgezeichnetem Erfolg abgeschlossen bzw. als "mit gutem Erfolg abgeschlossen" ins Schlusszeugnis des jeweiligen Schuljahres eingetragen. Nur mündlich (inoffiziell) gibt es sie auch im Semesterzeugnis.
Der ausgezeichnete Erfolg wird vergeben, wenn der Durchschnitt der Schulnoten besser oder gleich 1,5 beträgt und das Zeugnis keine Genügend (4) oder Nicht-Genügend (5) enthält.
Der gute Erfolg wird vergeben, wenn der Durchschnitt der Schulnoten besser oder gleich 2,0 beträgt und das Zeugnis keine Genügend (4) oder Nicht-Genügend (5) enthält.

## Wortlaut im Schulunterrichtsgesetz § 22
Das Jahreszeugnis hat insbesondere zu enthalten: 
 […] 

g) die Feststellung, daß der Schüler die Schulstufe mit ausgezeichnetem Erfolg abgeschlossen hat, wenn er in mindestens der Hälfte der Pflichtgegenstände mit „Sehr gut“ und in den übrigen Pflichtgegenständen mit „Gut“ beurteilt wurde, wobei Beurteilungen mit „Befriedigend“ diese Feststellung nicht hindern, wenn dafür gleich viele Beurteilungen mit „Sehr gut“ über die Hälfte der Pflichtgegenstände hinaus vorliegen; in der Neuen Mittelschule setzt die Feststellung des ausgezeichneten Erfolges in der 7. und 8. Schulstufe eine entsprechende Beurteilung in der Vertiefung sämtlicher differenzierter Pflichtgegenstände voraus; in der Volksschule und den Sonderschulen (ausgenommen die Sonderschulen nach dem Lehrplan der Hauptschule oder der Neuen Mittelschule und der Polytechnischen Schule) ist die Feststellung des ausgezeichneten Erfolges nicht zu treffen; an Schularten mit Leistungsgruppen ist hierbei ein „Befriedigend“ in der höchsten Leistungsgruppe als „Gut“ bzw. ein „Gut“ als „Sehr gut“ zu bewerten […]